# Антофагаста
За регион Антофагаста вижте Антофагаста (регион).
Антофага̀ста (на испански: Antofagasta, изговор на местния диалект Антофаяста) е град в Чили. Разположен е на брега на Тихи океан в северната част на страната. Главен административен център на едноименния регион Антофагаста. Има жп гара, пристанище и аерогара. Основан е на 22 октомври 1868 г. Голямо търговско средище. Корабостроителна и химическа промишленост. Риболов и износ на селитра. Добив на медна руда. Население 296 905 жители от преброяването през 2002 г.

## Побратимени градове
- Волос, Гърция
- Корвалис, САЩ
- Сплит, Хърватия
- Тунлин, Китай